# Vittaria exigua
Vittaria exigua är en kantbräkenväxtart som beskrevs av Georg Hans Emmo Wolfgang Hieronymus. Vittaria exigua ingår i släktet Vittaria och familjen Pteridaceae. Inga underarter finns listade.